# 新开街道
新开街道，是中华人民共和国江苏省南通市崇川区下辖的一个乡镇级行政单位。

## 行政区划
新开街道下辖以下地区：
花园港社区、新开苑社区、星海社区、紫荆社区、春天社区、通盛社区、星盛社区、沙家圩村和近山村。